# 살류트 4호
| 살류트 4호         |                               |
| 살류트 4호의 도면  |                               |
| 살류트 계획의 휘장 |                               |
| 일반 정보          |                               |
| 호출부호           | 살류트 4호                    |
| 승무원             | 2명                           |
| 발사날짜           | 1974년 12월 26일 01:40:00 UTC |
| 발사장소           | 바이코누르 우주 기지 LC-81/24 |
| 재진입             | 1977년 2월 3일                |
| 상태               | 임무 종료                     |
| 제원               |                               |
| 중량               | 18,210 kg(40,150 lb)          |
| 길이               | 15.8 m                        |
| 부피               | 90 m³                         |
| 궤도 정보          |                               |
| 근지점             | 219 km                        |
| 원지점             | 270 km                        |
| 기울기             | 51.6°                         |
| 주기               | 89.1분                        |
| 기타 정보          |                               |
| 궤도상 일수        | 770일                         |
| 거주일수           | 92일                          |
| 총 공전횟수        | 12,444                        |
| 총 이동거리        | ~313,651,190 km               |

살류트 4호 (DOS 4) (Russian: Салют-4)는 1974년 12월 26일, 355km의 원지점, 343km의 근지점, 그리고 51.6도의 경사를 가진 궤도로 발사된 우주 정거장이었다. 살류트 4호는 기본적으로 DOS 3(또는 Kosmos 557)의 복제품이었으며, 완전한 실패였던 DOS 3와 달리 완벽한 성공을 거두었다. 3개의 팀이 살류트 4호에 도킹을 시도했다(소유즈 17호와 소유즈 18호는 도킹에 성공했고, 소유즈 18a호는 기계 고장으로 발사가 중단되었다). 두 번째 유인 체류 임무는 63일 동안 진행되었고, 그 후 무인 캡슐인 소유즈 20호가 3개월 동안 우주 정거장에 도킹되어 있었다. 소유즈 18의 임무 수행 중 생명 유지 시스템의 상태가 다소 악화되기는 했지만 우주 정거장의 장기적 운용 가능성이 입증되었다. 살류트 4호는 1977년 2월 2일, 폐기를 위해 궤도에서 이탈되어 2월 3일에 지구 대기권에 재돌입해 분해되었다.

## 설계
살류트 4호는 DOS 민간 우주 정거장 계획의 두 번째 단계를 상징했다. 살류트 1호의 기본 설계는 유지되었지만, 이전 모델의 설계에서 도킹 모듈과 엔진 구획에 장착된 4개의 작은 패널을 전방 모듈에 장착된 3개의 대형 태양 전지 패널로 대체했는데, 더 많은 전력을 생성하기 위한 조치였을 것으로 추측된다. 내부 바닥 면적은 34.8제곱미터였다. 우주 정거장 제어 분사기의 추력은 2 X 59 N(피치), 2 X 59 N(요우), 2 X 20 N(롤)이었다. 전기 시스템은 평균 2.00kW의 전력을 생산했다. 각각 3개의 태양 전지 패널로 구성된 세트 2개와 함께 과학 장비 2000kg이 탑재되어 있었으며 지상의 도움 없이 궤도 요소를 계산할 수 있는 신형 자율 항법 장치인 델타 항법 시스템이 장착되어 있었다. 살류트 4호는 KTDU-66 추진기로 구동되었다.

### 탑재 장비
살류트 4호에는 2.5m의 초점 거리를 가진 25cm 직경의 OST-1 태양 관측 우주 망원경과 크림 천체물리학 관측소에서 설계한 분광 단파 회절 분광기, 그리고 2개의 X선 망원경이 설치되었다.  필린 망원경이라고도 불리는 X선 망원경은 4개의 가스 유동 비례 계수기로 구성되었으며 그 중 3개는 에너지 범위 2~10 keV에서 450cm2의 감지 면적을 가졌으며 나머지 하나는 에너지 범위 0.2~2 keV(32~320 aJ )에서 37cm 2의 감지 면적을 가졌다. 시야는 슬릿 콜리메이터에 의해 반치전폭 3인치 × 10인치로 제한되었다. 정거장 외부에는 X선 검출기와 광학 센서, 내부에는 전원 공급 장치 및 측정 장치가 추가로 설치되어 있었다. 계측기의 지상 조정 기능과 함께 세 가지의 비행 기능-관성 방향 조정, 궤도 조정, 관측 기능-의 도입이 고려되었다. 살류트 4호는 4개의 에너지 채널에서 데이터를 수집할 수 있었다. 대형 검출기에서는 2~3.1 keV(320~497 aJ), 3.1~5.9 keV(497~945 aJ), 5.9~9.6 keV(945~1,538 aJ), 2~9.6 keV(320~1,538 aJ) 범위에서, 상대적으로 작은 검출기의 데이터 수집 범위는 0.2 keV(32 aJ), 0.55 keV(88 aJ), 0.95 keV(152 aJ)로 설정되었다.
살류트 4호에 설치된 기타 장비로는 전정 기능 검사를 위한 회전 의자, 심혈관 연구를 위한 하반신 음압 장비, 자전거 에르고미터가 포함된 운동 기기 (탄성 코드가 50kg의 부하를 제공하는 1m X 0.3m 전기 구동식 런닝 머신), 펭귄 슈트 및 다양한 운동 슈트, 상층 대기의 온도 및 특성 계측을 위한 센서, 지구 적외선 복사 연구를 위한 ITS-K 적외선 망원경 분광기 및 자외선 분광기, 다중 스펙트럼 지구 자원 카메라, 우주선 검출기, 배아학 연구 장비, 실험을 위한 신형 공학 장비 및 전신타자기 등이 있다.

## 연구
필린 망원경의 전갈자리 X-1, Circinus X-1, 백조자리 X-1, A0620-00에 대한 관측 결과가 발표되었다. Sco X-1에서는 0.6~0.9 keV (96~144 aJ )의 매우 가변적인 저에너지 플럭스가 감지되었다. 1975년 7월 5일의 관찰에서는 Cir X-1이 전혀 감지되지 않아, 0.2~2.0 keV(32~320 aJ) 범위에서 방출의 상한이 3.5e-11 erg·cm −2· s −1 (35 fW/m 2 )임을 알 수 있었다. Cyg X-1은 여러 차례 관찰되었다. 시간과 에너지 영역 모두에서 매우 가변적인 플럭스가 관측되다.

## 제원
- 길이 – 15.8m
- 최대 직경 – 4.15m
- 거주 가능 부피 – 90m3
- 발사 시 무게 – 18,900 킬로그램
- 발사체 - 프로톤 (3단)
- 궤도 경사각 – 51.6°
- 태양 전지판 면적 – 60m2
- 태양 전지판 수 – 3
- 전기 생산 – 4 킬로와트
- 재보급선 - 소유즈 페리
- 도킹 포트 수 – 1
- 총 유인 임무 – 3
- 총 무인 임무 – 1
- 총 장기 유인 임무 – 2

## 방문 우주선과 탑승 승무원
- 소유즈 17호 – 1975년 1월 11일 – 2월 10일
  - 알렉세이 구바레프
  - 게오르기 그레치코
- 소유즈 18a – 1975년 4월 5일 – 발사 중단
  - 바실리 라자레프
  - 올렉 마카로프
- 소유즈 18 – 5월 24일 – 1975년 7월 26일
  - 표트르 클리무크
  - 비탈리 세바스티아노프
- 소유즈 20호 – 1975년 11월 17일 – 1976년 2월 16일
  - 승무원 없음

### 살류트 4호 원정대
| 원정      | 승무원                                  | 출시일                       | 위로 날아가다 | 착륙 날짜                    | 아래로 비행 | 기간(일) | 노트 |
| --------- | --------------------------------------- | ---------------------------- | ------------- | ---------------------------- | ----------- | -------- | --- |
| 소유즈 17 | 게오르기 그레치코 , 알렉세이 구바레프   | 1975년 1월 11일 21:43:37 UTC | 소유즈 17     | 1975년 2월 10일 11:03:22 UTC | 소유즈 17   | 29.56    | 바이코누르에서 발사; 착륙 110 셀리노그라드에서 북동쪽으로 킬로미터 떨어진 곳에서 발사된 지 3일 만에 우주 정거장 살류트 4에 도킹한다. 우주 정거장으로 이동하여 29일간 체류한다. 천문학 실험을 실시한다. |
| 소유즈 18 | 표트르 클리무크 , 비탈리 세바스티아노프 | 1975년 5월 24일 14:58:10 UTC | 소유즈 18     | 1975년 7월 26일 14:18:18 UTC | 소유즈 18   | 62.97    | 바이코누르에서 발사; 착륙 56 아르칼리크에서 동쪽으로 2km 떨어진 곳. 우주정거장 살류트 4호의 승무원; 62일간 체류; 집중적인 체력 훈련; "우주 식물" 재배; 태양 관측; 지구 표면 사진 촬영.                 |